# André Galiassi
André de Sousa Galiassi, dit André Galiassi, est un footballeur brésilien né le 22 août 1980 à São Paulo.
Poste : défenseur.
Taille : 1,86 m.
Poids : 81 kg.

## Carrière
- 2003 :  Roma Apucarana
- 2003-2004 :  River Plate
- 2005-2006 :  Club Bolívar
- 2007- :  CFR Cluj
- 2009-2010 :  Kasımpaşa (prêt)
- 2010-2011 :  Unirea Alba Iulia (prêt)